# خاموشی چرخشی

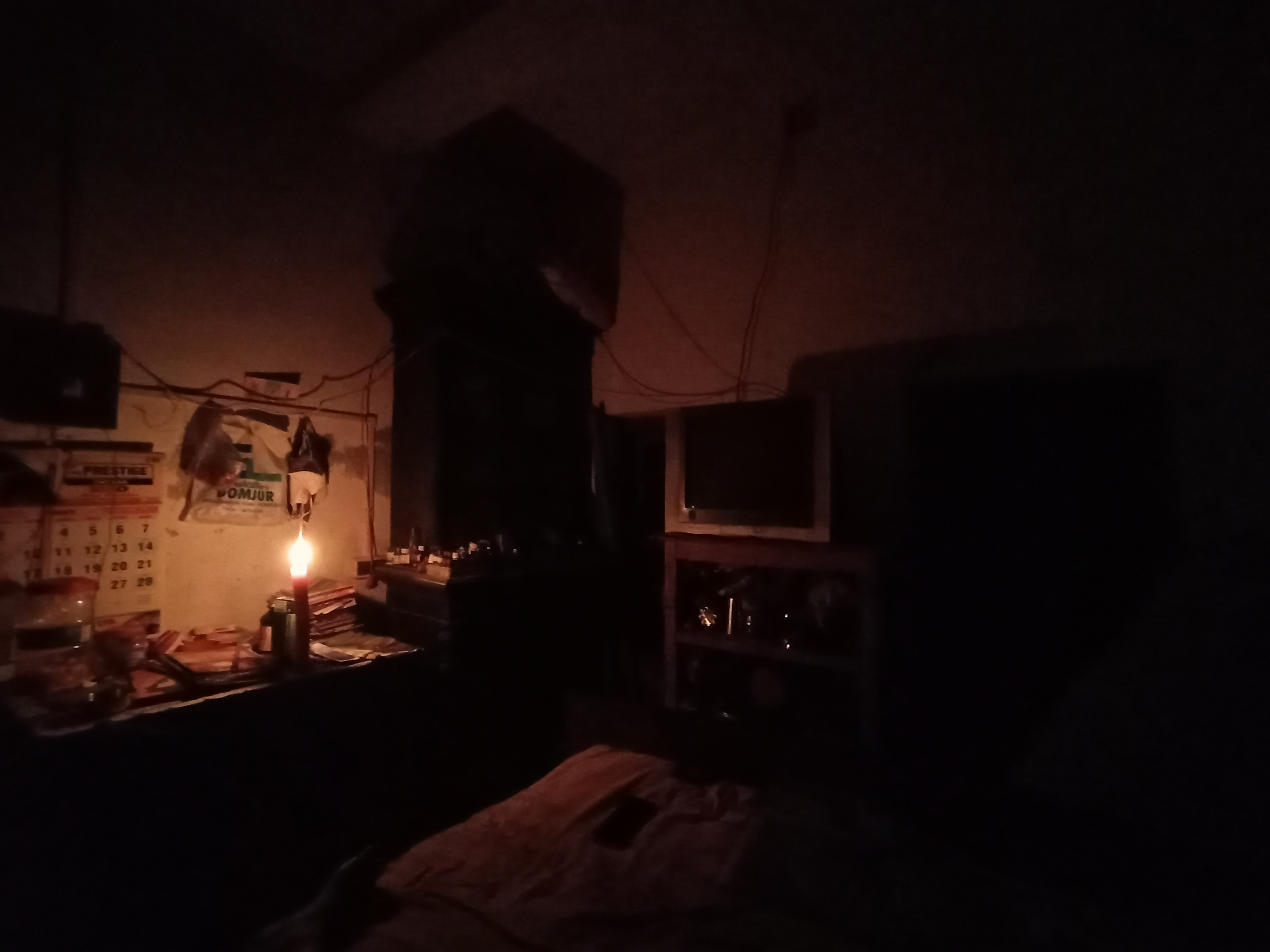
یک خانه پس از خاموشی مدیریت بار یا چرخشی

خاموشی چرخشی (انگلیسی: Rolling blackout) یا قطعی برق چرخشی که به آن کاهش بار چرخشی یا قطعی چرخشی نیز گفته می‌شود، یک خاموشی مهندسی‌شده عمدی است که در آن برق برای دوره‌های زمانی غیرهمپوشانی در بخش‌های گوناگون قطع می‌شود. انجام خاموشی چرخشی آخرین راه حلی است که توسط یک شرکت برق برای پیشگیری از خاموشی کامل سیستم برق،  استفاده می‌شود.
چنین کاری، به‌عنوان راهکاری پیشگیری‌کننده از خاموشی کامل سیستم برق، در کشورهای عقب‌مانده و در حال توسعه در دهه‌های گذشته استفاده شده‌است. افغانستان، ایران، سوریه، کره شمالی، کوبا، مصر و روسیه از کاربران این سیستم هستند. با این وجود، در کشورهای غربی نیز در گذشته استفاده شده‌است.